# سدار سلوپ (کالیفرنیا)
سدار سلوپ (به انگلیسی: Cedar Slope) یک منطقهٔ مسکونی در ایالات متحده آمریکا است که در شهرستان تولار، کالیفرنیا واقع شده‌است. سدار سلوپ ۰ نفر جمعیت دارد و ۱٬۷۰۲٫۰۲ متر بالاتر از سطح دریا واقع شده‌است.